# ألويس شوارتز
ألويس شوارتز (بالألمانية: Alois Schwartz)‏ (28 مارس 1967 في ألمانيا - ) هو مدرب كرة قدم ولاعب كرة قدم ألماني في مركز الوسط. لعب مع روت فايس إيسن وشتوتغارت كيكرز وفالدهوف مانهايم ونادي دويسبورغ ونادي ساندهاوزن ونادي هامبورغ 08 وFC Hard ‏ وSC Pfullendorf ‏.

## وصلات خارجية
- ألويس شوارتز على موقع قاعدة بيانات كرة القدم.إي يو (الإنجليزية)
- ألويس شوارتز على موقع بيانات كرة القدم. دي إي (الألمانية)
- ألويس شوارتز على موقع Soccerway.com (الإنجليزية)
- ألويس شوارتز على موقع عالم كرة القدم.نت (الإنجليزية)